# Reilly Dolman
Reilly Dolman (* 29. Februar 1988 in Vancouver, British Columbia) ist ein kanadischer Schauspieler.

## Leben
Dolmans Interesse an der Schauspielerei wurde während eines Kurses über digitale Medien an der High School geweckt. Er debütierte 2007 in einer Episode der Fernsehserie Bionic Woman. Im Folgejahr hatte er eine Episodenrolle in der Fernsehserie Supernatural. 2010 war er unter anderen in Filmen wie Percy Jackson – Diebe im Olymp zu sehen. 2011 hatte er eine größere Rolle im Katastrophenfilm Super Twister. Von 2016 bis 2018 verkörperte er in der Fernsehserie Travelers – Die Reisenden in insgesamt 34 Episoden die Rolle des Philip Pearson. Dolman ist in seiner Geburtsstadt Vancouver wohnhaft und hat seit 2017 gemeinsam mit Mara Valencia ein Kind.

## Filmografie (Auswahl)
- 2007: Bionic Woman (Fernsehserie, Episode 1x06)
- 2009: Supernatural (Fernsehserie, Episode 4x13)
- 2010: Troop – Die Monsterjäger (The Troop, Fernsehserie, Episode 1x15)
- 2010: Percy Jackson – Diebe im Olymp (Percy Jackson & the Olympians: The Lightning Thief)
- 2010: Flicka 2 – Freunde fürs Leben (Flicka 2)
- 2010: Der Dämon – Im Bann des Goblin (Goblin, Fernsehfilm)
- 2010: A Brothers Love (Kurzfilm)
- 2010: Bond of Silence (Fernsehfilm)
- 2011: Super Twister (Mega Cyclone, Fernsehfilm)
- 2011: Stargate Universe (Fernsehserie, 2 Episoden)
- 2013: Romeo Killer: The Chris Porco Story (Fernsehfilm)
- 2013: Scarecrow : Das Grauen stirbt nie (Scarecrow, Fernsehfilm)
- 2013: The Tomorrow People (Fernsehserie, Episode 1x08)
- 2013: Missed Connections (Kurzfilm)
- 2014: Supernatural (Fernsehserie, Episode 9x19)
- 2014: Rush (Fernsehserie, Episode 1x04)
- 2014: Zodiac – Die Zeichen der Apokalypse (Zodiac: Signs of the Apocalypse, Fernsehfilm)
- 2016: Frontier (Fernsehserie, Episode 1x01)
- 2016–2018: Travelers – Die Reisenden (Travelers, Fernsehserie, 34 Episoden)
- 2019: The InBetween (Fernsehserie, Episode 1x07)
- 2019: The Terror (Fernsehserie, 2 Episoden)
- 2021: Charmed (Fernsehserie, Episode 3x05)
- 2021: Jeff Jackson (Fernsehserie, Episode 1x04)